# کانیاله

کانیاله شهری در شهرستان ایماسگو در استان بولکیمده در بورکینافاسوی غربی مرکزی است جمعیت آن ۲۷۴۸ نفر است.